# Bessières, Haute-Garonne
Bessières là một xã thuộc tỉnh Haute-Garonne trong vùng Occitanie ở tây nam nước Pháp. Xã nằm ở khu vực có độ cao trung bình 108 mét trên mực nước biển.

## Di tích

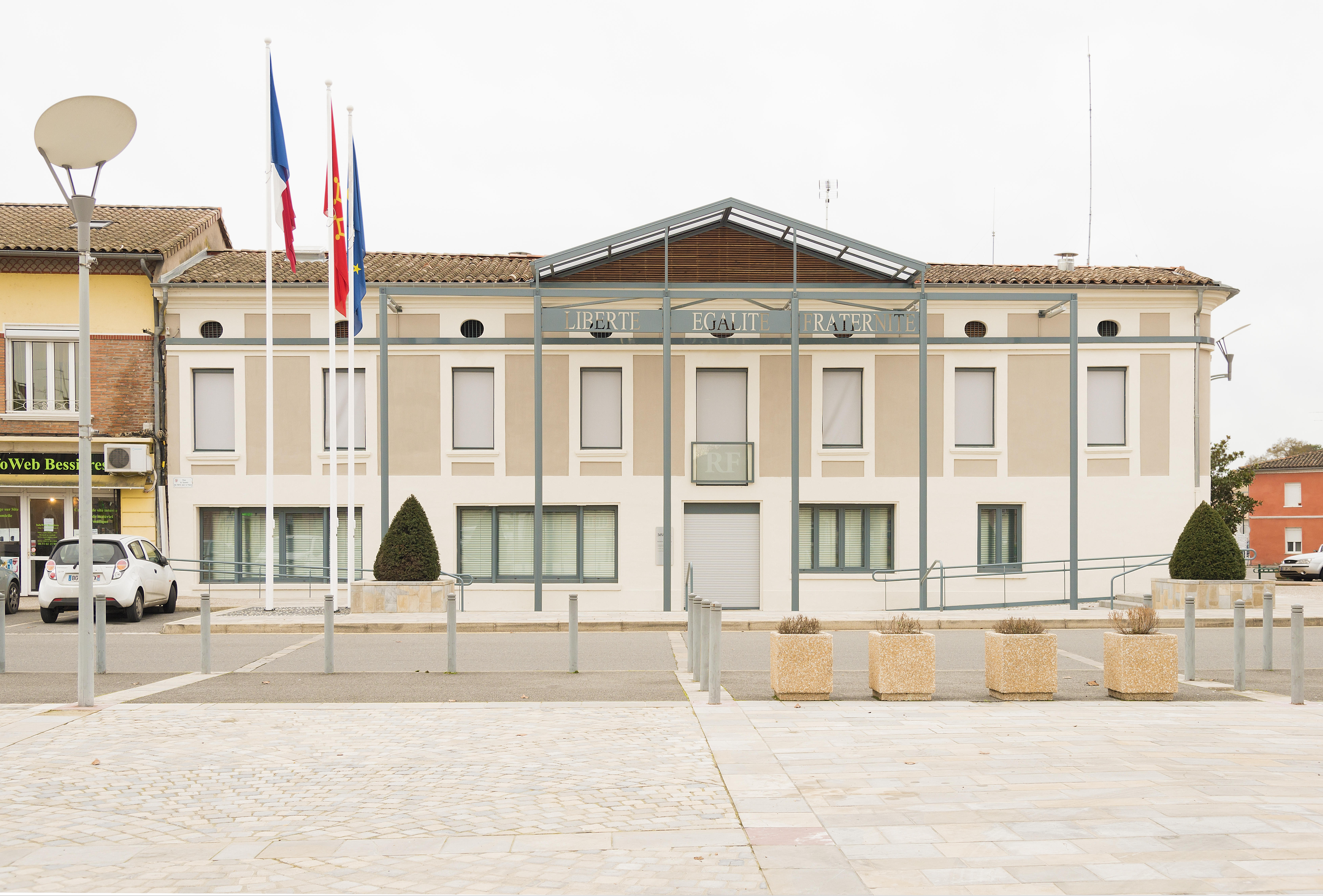
Tòa thị chính.
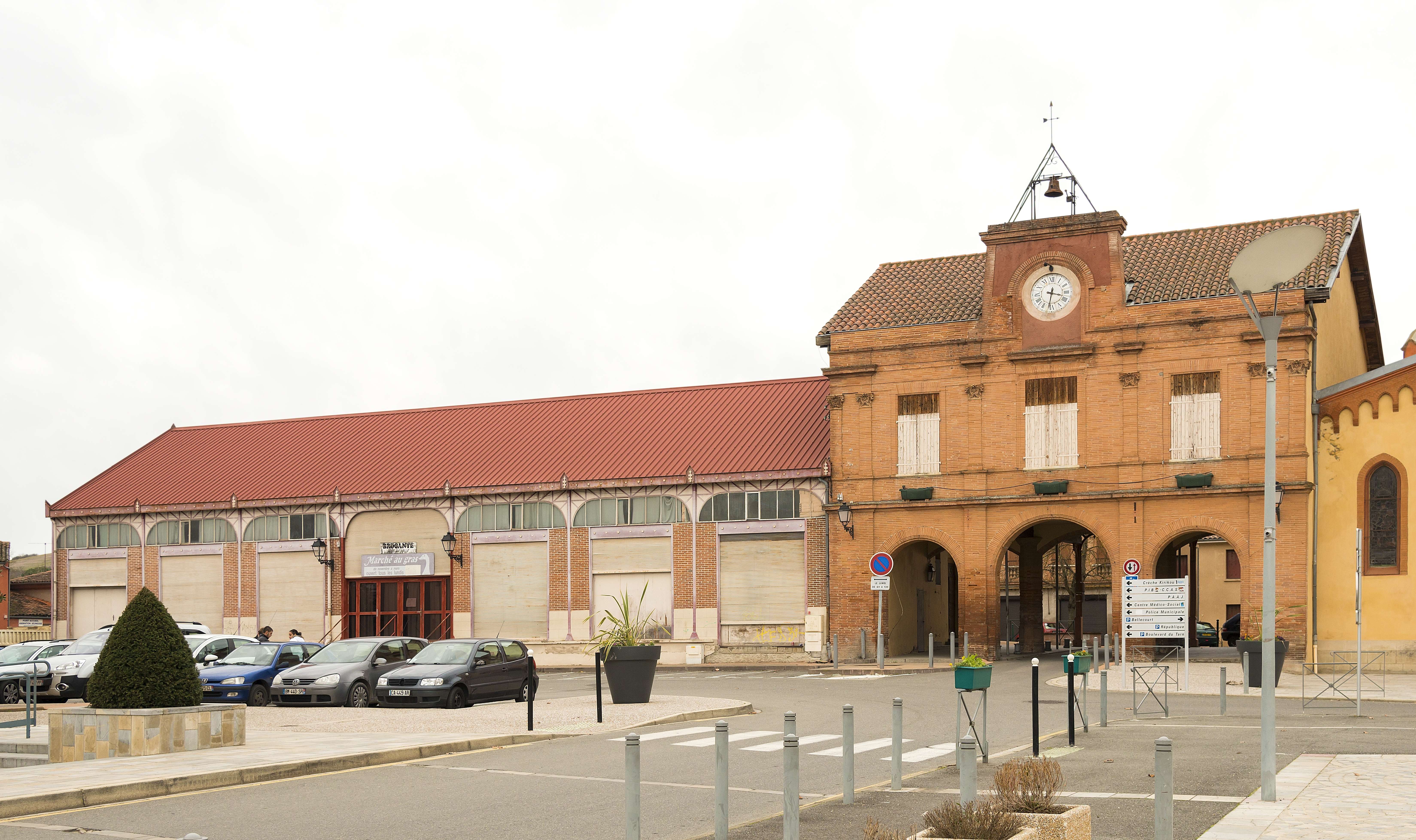
Thị trường.
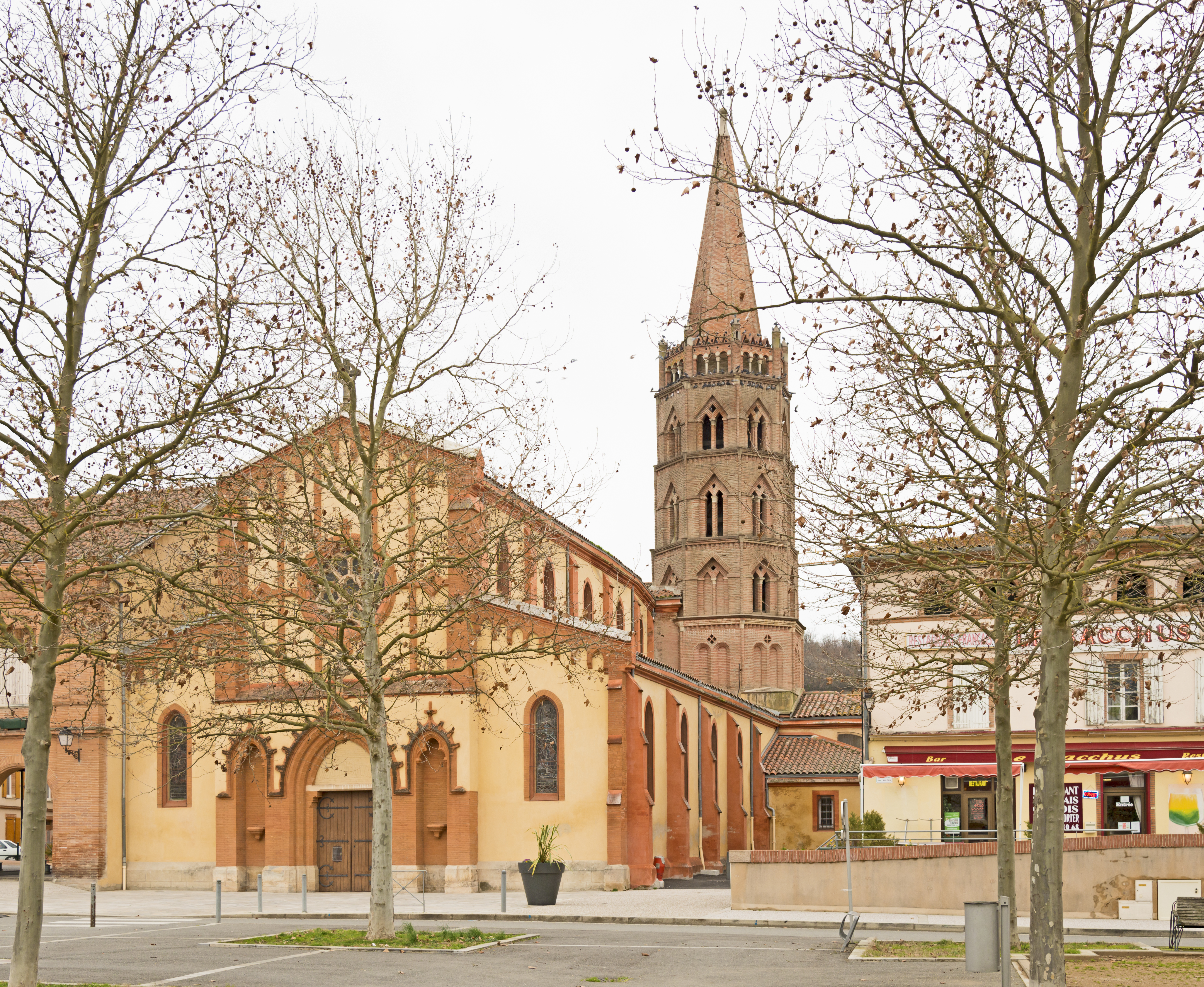
Giáo hội.
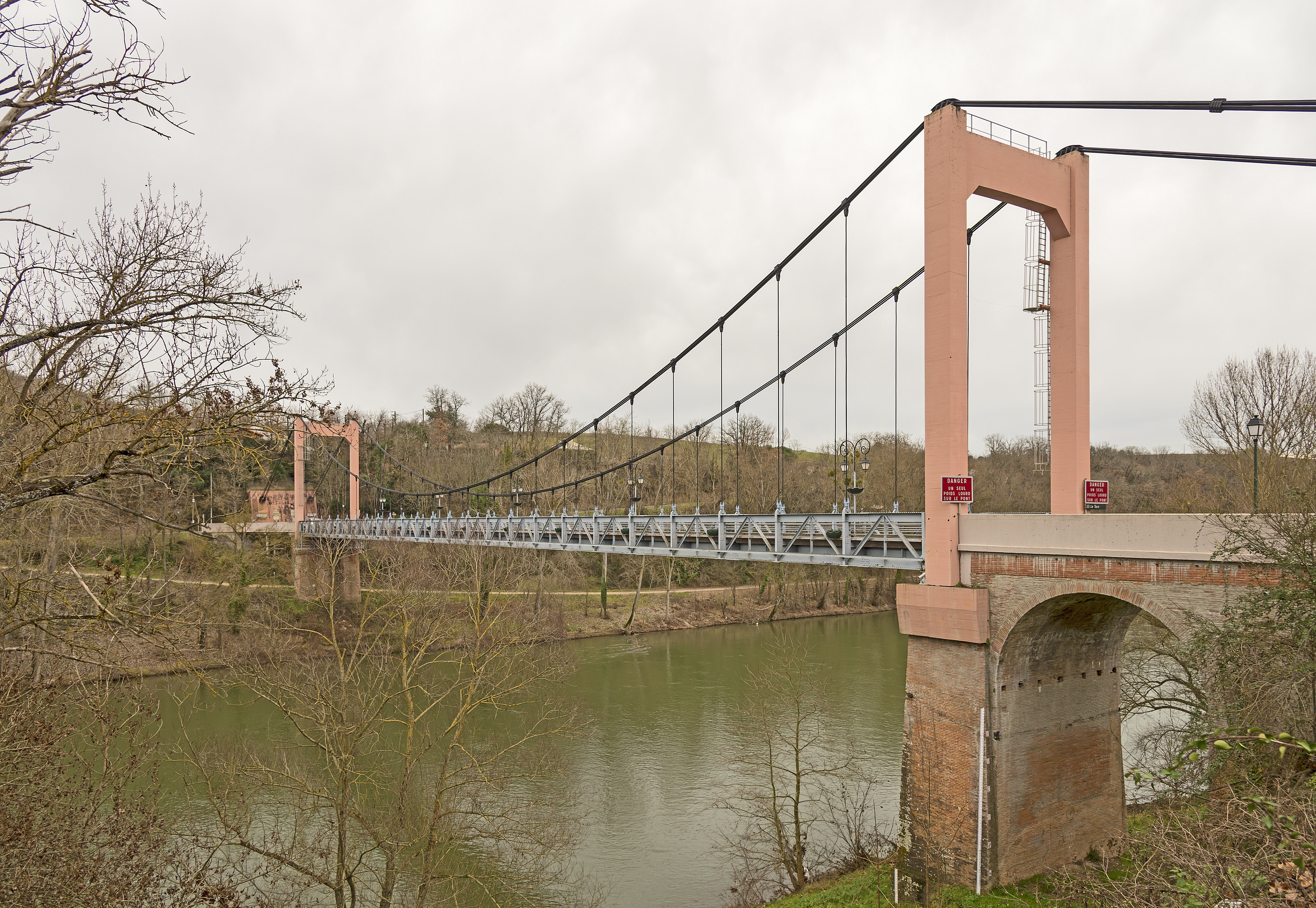
Cầu.